# Air Traffic Services Command
Lo United States Army Air Traffic Services Command (ATSCOM) è un comando  dell'Esercito degli Stati Uniti che fornisce servizi del Traffico aereo. Il suo quartier generale è situato presso Fort Novosel, Alabama.

## Struttura
Un Airfield Operations Battalion è costituito da un Headquarters & Headquarters Company, un Airfield Management Element, che comprende il servizio di Flight Dispatch e una compagnia ATS.

## Organizzazione
- 164th Theater Airfield Operations Group
  -  1st Battalion, 58th Aviation Regiment (Airfield Operations) - Fort Novosel, Alabama
  -  2nd Battalion, 58th Aviation Regiment (Airfield Operations) - USAR - Fort Novosel, Alabama
  -  3rd Battalion, 58th Aviation Regiment (Airfield Operations) - Fort Liberty, Carolina del Nord
  -  4th Battalion, 58th Aviation Regiment (Airfield Operations) - Camp Humphreys, Corea del Sud
  - 2nd Battalion, 130th Aviation Regiment (Airfield Operations) - North Carolina Army National Guard
  -  597th Ordnance Company